# Кондитерская «Антик»
Кондитерская «Антик» (англ. Antique) — кинокомедия южнокорейского режиссёра Мин Гю Дона, сюжет которой основан на манге Фуми Ёсинаги Antique Bakery, жанра сёдзё.

## Сюжет
Чин Хёк решил уволиться с работы и открыть на месте старого антикварного магазина кондитерскую. Он очень хочет, чтобы его заведение было лучшим в городе, поэтому парень нанимает в работники Сон У, который прославился в Европе, как мастер выпечки. Но Сон У — гей с демоническим обаянием. Отказываясь работать с женщинами, он настаивает на том, чтобы на работу нанимались только парни. Кроме того выясняется, что Сон У — это тот самый подросток, которому Чин Хёк в школьные годы запустил в лицо торт за признание в любви.
Так на работу нанимают Ки Бома, бывшего боксера, который из-за проблем со здоровьем оставил спорт, и теперь мечтает нахаляву поесть вдоволь сладкого. Ки Бом начинает пробовать торты, сразу влюбляется в них и тоже хочет научиться искусству выпечки.

## В ролях
| Актёр       | Роль            |
| ----------- | --------------- |
| Чу Джи Хун  | Чин Хёк         |
| Ким Джэ Ук  | Сон У           |
| Ю А Ин      | Ки Бом          |
| Чхве Джи Хо | Су Йон          |
| Энди Жиле   | Жан-Батист Эван |

## Прокат
После выхода на экраны в первую неделю фильм занял третье место по кассовым сборам, а через две недели поднялся на вторую позицию. В общей сложности в течение первых двух недель после начала проката картина собрала более 1 миллиона зрителей, что сделало "Кондитерскую «Антик»" одним из самых успешных корейских фильмов, когда-либо снятых.